# Moisés Ávila
Moisés Alejandro Ávila Vega (Rancagua, 13 de abril de 1974) es un exfutbolista chileno. Jugaba de mediocampista y militó en distintos equipos de Chile, entre ellos Colo-Colo, Universidad de Chile y O'Higgins, en donde debutó siendo dirigido por Manuel Pellegrini.

## Trayectoria
Debutó en O'Higgins en 1993, pasando a préstamo 6 meses a Deportes La Serena en 1994, donde coincidió con el técnico Roberto Hernández, quien lo hizo jugar de delantero. De regreso de su préstamo, con Hernández en la banca del conjunto celeste, destacó durante la temporada 1995, lo que llamó la atención de Colo-Colo, quien lo fichó en la temporada 1996. Fue campeón de Primera División y de la Copa Chile con los albos en dicha temporada, llegando también a semifinales de la Supercopa Sudamericana de ese mismo año.
Entre 1996 y 1999 jugó para Santiago Wanderers, incluyendo un descenso en 1998. Su periplo por el conjunto porteño terminó debido a un dóping positivo que el jugador siempre negó. El segundo semestre de 1999 volvió a O'Higgins. 
Para la temporada 2000 ficha por Everton, que a la postre termina descendiendo de Primera División. Su campaña individual fue destacada, por lo que ficha por Universidad de Chile para la siguiente temporada.
Tras su paso por el conjunto laico. pasa por Unión Española, Rangers y Audax Italiano. En 2004 tiene un tercer paso por O'Higgins. 
En 2005 pasa a Santiago Morning, donde obtuvo el título de la Primera B siendo en el equipo microbusero donde pondría fin a su carrera futbolística al año siguiente. 

## Selección nacional
Integró las nóminas de la Selección sub-23 chilena para los Juegos Panamericanos de 1995 y el Preolímpico Sudamericano de 1996, ambos celebrados en Argentina. El 11 de octubre de 1995 jugó su único partido por la selección absoluta, ante Canadá.

### Participaciones en Preolímpicos
| Torneo                               | Sede      | Resultado    | PJ | Goles | Asis. |
| ------------------------------------ | --------- | ------------ | -- | ----- | ----- |
| Preolímpico Sub-23 de Argentina 1996 | Argentina | Primera Fase | 4  | 0     | 0     |

### Partidos internacionales
| 1     | 11 de octubre de 1995 | Estadio Collao, Concepción, Chile | Chile      | 2-0 | Canadá |   |  | Xabier Azkargorta | Amistoso |
| Total | Total                 | Total                             | Presencias | 1   | Goles  | 0 |  |                   |          |

| Selección chilena | Selección chilena | Selección chilena |
| Año               | Partidos          | Goles             |
| ----------------- | ----------------- | ----------------- |
| 1995              | 1                 | 0                 |
| Total             | 1                 | 0                 |

## Clubes
| Club                          | País  | Año       |
| ----------------------------- | ----- | --------- |
| O'Higgins                     | Chile | 1993-1995 |
| → Deportes La Serena (cedido) | Chile | 1994      |
| Colo-Colo                     | Chile | 1996      |
| Santiago Wanderers            | Chile | 1997-1999 |
| O'Higgins                     | Chile | 1999      |
| Everton                       | Chile | 2000      |
| Universidad de Chile          | Chile | 2001      |
| Unión Española                | Chile | 2002      |
| Rangers de Talca              | Chile | 2003      |
| Audax Italiano                | Chile | 2003      |
| O'Higgins                     | Chile | 2004-2005 |
| Santiago Morning              | Chile | 2005-2006 |

## Palmarés
| Título                    | Club             | País  | Año  |
| ------------------------- | ---------------- | ----- | ---- |
| Copa Chile                | Colo-Colo        | Chile | 1996 |
| Torneo Nacional           | Colo-Colo        | Chile | 1996 |
| Torneo Nacional Primera B | Santiago Morning | Chile | 2005 |